# 武田邦彦
武田 邦彦 （たけだ くにひこ、1943年〈昭和18年〉6月3日 - ） は、日本の工学者。東京大学教養学部基礎科学科卒業後、旭化成工業に入社。同社ウラン濃縮研究所所長、芝浦工業大学教授、名古屋大学大学院教授を経て、中部大学総合工学研究所教授。2015年に同大特任教授に就任し、2021年に退任した。専門は、資源材料工学。
テレビのバラエティー番組に多数出演したことで知られる。地球温暖化否定論やリサイクル否定論、COVID-19ワクチンの危険性を主張したことなどで物議を醸してきた。2022年の参院選で参政党から立候補したが落選した。
著書に、『武器としての理系思考』『環境問題はなぜウソがまかり通るのか』『偽善エコロジー』などがある。メールマガジン『テレビが伝えない真実』を発行している。

## 来歴
1943年、東京都出身。父は数学者で工学院大学名誉教授の武田楠雄。祖父の武田嘉吉は戦前、大連市で公債株式現物問屋（武田嘉吉商店）を営んでいた。
1962年に東京都立西高等学校、1966年3月に東京大学教養学部基礎科学科を卒業後、4月旭化成工業に入社。ウラン濃縮等の研究開発に携わり、1986年に論文「複合イオン交換反応系の理論と分離技術への応用」により東京大学から工学博士の学位を取得。同年ウラン濃縮研究所長に就任。自己代謝材料の開発に取り組み、所長職を1991年まで務める。
1993年、芝浦工業大学工学部教授。以降、評議員、学長事務代理、大学改革本部長代理、教務委員長を歴任。江崎玲於奈が学長時に学長補佐となる。
2002年、名古屋大学大学院教授（工学研究科マテリアル理工学専攻）。
2007年、中部大学へ移籍。大学院工学研究科総合工学研究所の教授（機械工学専攻）となり、副所長となる。2014年に中部大学総合工学研究所 特任教授に就任。中島江梨香らと共に「高濃度CO2を活用した海藻の大量生産に伴う「死の谷」克服研究」を行った。
2019年4月13日、内閣総理大臣が主催していた公的行事である「桜を見る会」に参加。
2020年に設立された参政党へ田母神俊雄らと共にアドバイザーとして参加。「ゴレンジャー」と呼ばれ、党の看板として支持を獲得した。武田は、参政党の神谷宗幣事務局長が運営するユーチューブに出演していた。
2021年3月、中部大学の特任教授を退任した。同年12月、参政党から参院選に出馬することを理由に、2015年からレギュラーだったDHCテレビの『真相深入り！虎ノ門ニュース』を降板した。

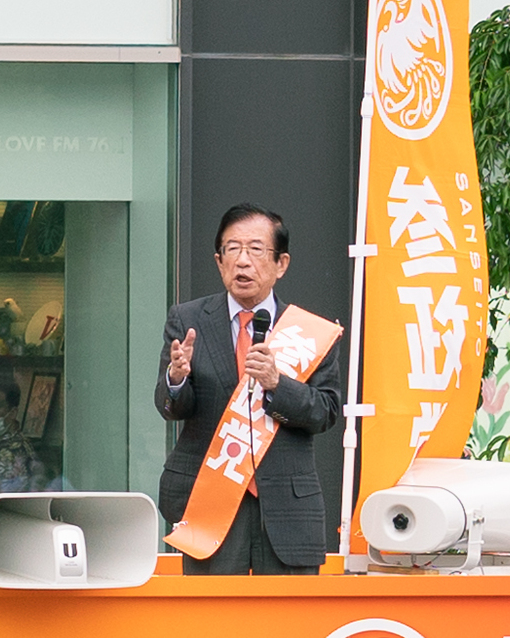
2022年5月、福岡市で行われた街頭演説

2022年7月10日に行われた第26回参議院議員通常選挙において、政治団体参政党公認で比例区から出馬したが、落選した。
2023年11月22日、参政党は武田が事実と異なる情報を発信したなどとして、党アドバイザー辞任と党籍抹消を勧告し、1週間以内に辞任届などが提出されない場合は解任するとした。12月27日、参政党は11月30日付で武田を除籍処分にし、第26回参議院議員通常選挙の比例名簿からも削除したことを発表した。

## 人物
- 本来の専攻は資源材料工学で、機能材料構造を研究テーマとしているが、2007年上旬から地球環境問題について自身の主張によるテレビ、ラジオ番組等のマスメディア露出や著書出版の機会が増えており、自身のウェブサイトでも情報発信している。
- 武田本人は2008年7月時点で自身のWikipediaページの内容に反論し、主張のコンセプトについて「科学者」「教育者」として「環境を科学から見る」としている[PR 1]。

## 家族・親族
武田家
- 曽祖父・福松（生没年不詳）
- 祖父・嘉吉（1878年（明治11年）2月生）
茨城県水戸市上市柵町出身[15]。曽祖父・福松の三男として生まれ、1921年（大正10年）分家して一家を創設[15]。1896年（明治29年）3月逓信省文官普通試験に合格し、通信書記補を拝命され満2年在官[15]。1898年（明治31年）3月辞職後、原籍地において煙草業に従事するも、同業が官営となり自然廃業し清涼飲料水製造に転じる[15]。1918年（大正7年）渡満し、大連郵便局に勤務[15]。1920年（大正9年）5月辞職[15]。1921年（大正10年）公債株式現物問屋（武田嘉吉商店）を開業。その後、大連株式取引所実物取引員を務めた[15]。趣味は園芸[15]。
- 母・きく（1884年（明治17年）9月生） 
茨城県、寺門松吉の妹[15]。筑前琵琶が得意であり、小鳥飼を楽しみとしていた[15]。
- 父・楠雄（1907年（明治40年）または1909年（明治42年）12月生） 
茨城県水戸市出身[15][32]。旧制水戸高等学校を経て、1933年（昭和8年）京都帝国大学理学部数学科卒[15][32][33]。1940年（昭和15年）旧制旅順高等学校教授[32]。1944年（昭和19年）満鉄鉄道技術研究所研究員[32]。1947年（昭和22年）日本大学旧工学部講師[32]。1953年（昭和28年）工学院大学教授[32]。1967年（昭和42年）心筋梗塞で急逝[34]。著書に『維新と科学』（1972年、岩波新書刊）[32]。
- 伯母・宮子（生没年不詳） 
南満洲鉄道社員の谷喬に嫁ぐ[15]。

## 主張内容

### 地球温暖化問題に対する主張
- 海面上昇に北極は関係しない
北極は、陸地が無く全て氷の塊である。北極の「氷床」（原文ママ：下の問題点を参照）はアルキメデスの原理があるから、海面水位の上下には関係がない。また、太平洋の島「ツバル」が沈んでいく理由は海面上昇ではなく、ツバルはサンゴ礁でできていて一部の住宅街が地盤沈下しているからである。
- 南極の氷は温暖化で増える
南極は、温暖化によって海水の温度が上がれば、より多くの水蒸気が発生し、それは雪となって南極に降り積もる。南極はマイナス数十度なので多少温暖化しても氷は解けず、結局温暖化によって南極の氷は増える。
- 環境省は誤訳している
日本の環境省の環境白書は、20年にわたってIPCCの発表データを反対の方向に「誤訳」し、日本国民をミスリードしてきた。
- 朝日新聞の記事が温暖化騒ぎの発端である
気温が上がると極地の氷つまり北極や南極の氷が溶けて海水面が上がるという朝日新聞の記事が、その後の「地球温暖化騒ぎ」の元になった
- クールビズは地球温暖化対策にはならない
「そもそもクールビズは地球温暖化にはまったく効果がない」と指摘する。「2016年のCO2排出量は、中国が28％、アメリカが15％で、2国で全体の43％を占めます。日本はたった3.5％。一方で、中国とアメリカの排出量は経済成長に伴って上昇中です。そんな状況で日本だけがクーラーの温度を1～2℃上げて暑さを我慢しても、なんの効果もないと主張している。

### 資源保護問題に対する主張
- 分別とリサイクルは「誠実、礼儀、恩義」に反し「日本文化を破壊する」[40]。
- ペットボトルは分別せずに全て焼却がよい[41]。
- レジ袋は、薄く、量的に、努力の割に、減る量が少なすぎる。便利なものを減らすだけ。[41]
- 割箸は間伐材の有効利用であるからどんどん使うべきで「マイ箸」は意味がない[41]。
- 古紙はリサイクルせず新しい紙をどんどん使うのがよい[41]。

### 有害化学物質問題
- 食品添加物・農薬・環境ホルモン・ダイオキシン・鉛：全部が毒物ではない。
  - ダイオキシン実は、注意は不要だった。焼却炉の技術上がったおかげもある[PR 3]。ダイオキシンが有害なら焼き鳥屋がピンピンしているはずがない。水銀も土地の文化・風土に合った使い方では有毒ではない[PR 4]。
- 食品リサイクルは止めよ
  - 生ごみの中には、電線・電池・蛍光灯等も少し混じる。つまり食品リサイクルをすると、銅・水銀・カドミウムが畑にまかれて蓄積する[PR 5]。

### 新型コロナウイルス関連
- 新型コロナウィルス(SARS-CoV-2)の検出において用いられるPCR(ポリメラーゼ連鎖反応)について、PCR検査は他のコロナウィルスとSARS-CoV-2を区別して検出できる手法ではなく、SARS-CoV-2の検出にPCR検査を用いる事は不十分であると主張している[PR 6][42][43][44]。(2020年4月16日)
- 換気、消毒をするとウイルスが強くなると主張している[45]。
- 主たる感染源は家庭内感染であり、飲食店での感染は6％程度であるので、飲食店を規制しても意味がない。だから、感染を止める為に自粛を止めるべきである。自粛、ヨーロッパのロックダウンでも感染者数が減ったデータはない。2021年1月現在、日本は緊急事態ではないとの見解をニューソク通信社で示している[46]。
- 今度の新型コロナでも、アメリカがお金を出して中国の武漢に新しいウィルスの研究をさせていた可能性が高いと主張している[47]。

#### ワクチンに対する主張
- 2021年2月12日トモダチTVによるYouTube番組内において、現状のイギリスのワクチン接種状況から考察すると日本の高校生320万人全員にワクチンを接種した場合、確率的に50人が死亡するか、それに相当する副作用に見舞われると発言をしている[11][PR 7]。
- 武田は、COVID-19の為に利用される遺伝子ワクチンは動物実験がされていないと主張している。遺伝子ワクチンは従来の弱毒ワクチンとは異なるため、ワクチンと呼ぶべきではない、むしろ新しい薬と言うべきであると主張している[48]。
- 今回の遺伝子ワクチンの長期的な副作用として、女性が子供を産もうとした時に不妊になる可能性が否定できず、そして、長期的には体に変調をきたし死亡する場合がある。さらに長期的になると接種された人の遺伝子の中に接種されたウイルス遺伝子が入り込み、それが表に出てくる。例えば子供を産むと子供の手先がウイルスの形をしている場合があると主張している[49]。
- インドでは糞口感染を引き起こしている新型コロナウイルスが蔓延しているので、強力な生ワクチンがガンジス川にある。ガンジス川の水を汲んできて日本でその水をワクチンとして売る方法もあるとパンデミック収束に対しての解決案を提示した[PR 8]。
- 泉大津市の南出賢一市長が代表を務める「こどもコロナプラットフォーム」に参加した[50]。「こどもコロナプラットフォーム」は、厚生労働省に対して、子どものCOVID-19ワクチン接種勧奨中止等を求める活動を行っている[51][50][52]。

#### マスクの効果に対する主張
- 2020年4月にマスクの着用は喉までの経路が長くなり防御出来る、口から湿気が出るので感染予防に良い[PR 9][PR 10]。
- 2020年10月に感染予防の為にマスクを身に着けると酸欠状態により脳障害になると主張している[PR 11]。
- 2020年11月にCOVID-19の感染対策でここまで自粛、マスクの着用をしてきたのだから、来年(2021年)の3月まで自粛、マスクの着用をして、冬の風邪がなくなるかどうか、撲滅できるか、興味深く見ることが出来ると主張している[PR 12]。
- マスクを着用した場合、着用しない人と比べるCOVID-19に感染する可能性が18倍上がると主張している[53]。
- 2020年12月、参政党の神谷宗幣が実行委員を務めるノーマスク集会「WeRise」に出演した[54][55][56]。「WeRise」は、「新型コロナはメディアが作り出した怪物」「新型コロナは脅威ではない」「マスクは有害無益」「自粛は不要」などを主張している[54][57][58]。

### 愛知県知事リコール
- 2020年6月2日「お辞め下さい大村秀章愛知県知事 愛知100万人リコールの会」設立記者会見に高須克弥、百田尚樹、有本香、竹田恒泰と共に同席した[59]。
- 愛知県知事リコール署名偽造事件後、事務局長・田中孝博の逮捕について中日新聞の取材に「（田中容疑者は）高圧的な物言いで、しっかりとした思想を持って運動に取り組んでいるとは思えなかった」運動に協力した理由を「あいちトリエンナーレの企画展に対する県民の評価を問う大切な機会だと思った」と説明。事件について「リコールそのものがマイナスの印象になってしまったことは大損害だ」と語った[60]。

### パチンコについて
パチンコ業界については、「人には遊びが必要で、なかでもパチンコはちょうどいい距離感で人が集える場所で日本人にあっている。それ自体がすでに社会貢献となっているので、パチンコが社会に必要だということをもっと訴えていかなくてはいけない」と呼びかけている。

### 高齢ドライバーによる重大事故について
2019年4月23日放送のTBS系の情報番組「ゴゴスマ」（名古屋・CBCテレビ制作）で高齢者に免許返納を求めることについて、「老人イジメじゃないの？」と指摘した。むしろ20歳代が免許を返納すべきじゃないかと提案した。事故率と死亡率が一番大きいからだといい、「20歳代の人には、なんで返納求めないの？」と疑問も呈した。特別解説委員の石塚元章は、交通安全白書を見ると、運転ミスは、75歳以上になると倍にも増えると紹介したが、「それはね、情報操作なの、警察庁の」と譲らなかった。「運転を安全にするってのは、技術だけの問題じゃないんですよ。心理的な問題ですね。20代の事故率がなぜ高いかって言ったら、乱暴だからなんですよ。だから、その調査の中に、乱暴性も入れなきゃいけない」と反論した。さらに高齢者は、運転ミスが増えても、慎重さが上がって事故率は低いとの主張を持つ。

### 国際関係

#### アメリカ合衆国　アメリカ人について
「1620年、イギリスを追われてアメリカに上陸した人たちはたちまち飢えて絶滅の恐れに慄いた。その時、誰かが食料をくれなければ全員、飢え死にしただろう。ところが付近にいた先住民が窮状を見かねてトウモロコシをくれた。それで一命をとりとめたアメリカ人は翌年、恩人の先住民の集落を訪れ、火を放ち、一人残らず惨殺した。それがアメリカ人である。自分のことしか考えない中国人と同じ性質を持っている。」と認識を示している。
「1900年にはハワイ、アラスカからスペインとの戦争を起こしてグアム、サイパン、フィリピンを取り、1941年には日本に戦いを挑んだ。」とサイパンはドイツからではなくスペインから戦争を起こして奪取したとの歴史認識を示している。

#### 中華人民共和国　中国人について
前述のように中国人は自分のことしか考えないと評している。

### その他
参政党の演説において、日本の適切な人口は5000万人であり50歳以上の老人は生物学的には不用といえると主張。「高齢者は死ぬのが役割だから50歳以上は死んでもいい」と発言している。また、「男が子どもを育児するのは非常に問題」と発言した。

## 批判

### 地球温暖化問題
温暖化問題に関しては東北大学教授・明日香壽川らが東京大学発行の地球温暖化懐疑論批判などで、資源保護問題に関しては国際連合大学副学長・安井至が、『環ウソ』に関してはと学会会長・山本弘が著書『“環境問題のウソ”のウソ』で、批判、反論している。
- 海面上昇に北極は関係しない
  - 明日香壽川らは「“極地 (polar region)”に関する定義を“極地＝南極大陸と北極海のみ”と解釈して論を進めているのが根本的な欠陥であり、すべての間違いがここに起因している」と指摘している[65]。また海に浮かんだ氷を「氷床」としているが、誤用である[68]。
  - また、北極圏にはグリーンランドという、世界最大の島があり、グリーンランドは陸地に約2000メートルの氷が乗っているため、海面上昇を引き起こす。
- 海面上昇の要因
  - IPCCの報告書に記述されていないことを「報告している」と述べており、明日香らは「率直に言って、この文章はかなり問題である」と指摘している[65]。
- 環境省は誤訳している
  - 環境白書の記述では、「気温の上昇は、海水の膨張、極地及び高山地の氷の融解を引き起こし、その結果として海面の上昇を招きます」[69]とある。明日香らは「「極地」という言葉を正確に把握する限りにおいて、極地の氷が海面上昇に与えるプラスの影響に関するIPCC と環境省との見解に齟齬はない」[65]と、誤訳ではないとしている。
- 朝日新聞の記事が温暖化騒ぎの発端である
  - 山本弘は『環ウソ』における朝日新聞の記事への批判について、武田が2034年1月1日付のフィクション記事[注釈 4]を本物の記事であるかのように取り上げていること、当該記事には「北極」との記載は一切なく「極地」との記載があるにもかかわらず「北極」と記載されていると虚偽の主張をし、さらに「極地」の範囲を誤って解釈していることで、「存在しない文章を捏造し、「誤報」に仕立て上げた」と批判している。また山本は、「北極の氷が溶けて海面が上昇」との間違った報道が続いている、との武田の主張に沿う記述は1984年～2006年に9件に過ぎないと指摘している[67]。
  - 明日香らは、武田の説に代表される温暖化懐疑派の主張は根拠や出典があいまいなものや、すぐに間違いとわかるものが多く、また大部分の懐疑派は、気候科学や地球科学を専門とする研究者ではないとした上で、地球温暖化懐疑論を通説と平等に扱えば、地球温暖化懐疑論が専門家の間で大きな勢力となっている印象を視聴者に与える可能性があると指摘している[65]。

### 資源保護問題
ペットボトル
- データ捏造との指摘をPETボトルリサイクル推進協議会より受けている。武田は「ペットボトルの利用量は51万tなのに、再利用量は3万tである」と述べ、根拠として掲載したグラフの出典を「PETボトルリサイクル推進協議会」とした。同協議会はこれに対し、「一切弊協議会のデータではなく、弊協議会の名前を騙った捏造データであります。」と抗議した。これに対して武田は「国内で流通する再生品の量を調べた統計データがないので自分で推定するしかなかった。3万tが少なすぎるというのなら、国や関係団体は正確な量を調べてほしい」、「リサイクル施設への聞き取り調査や市場調査を基に独自に推定した。引用がPETボトルリサイクル協議会になっていたのは誤りで、次書では訂正する」と言ったとされる。また、『環ウソ』増刷時には「再使用量は武田研究室算出」との説明が追記された。「それは『誤り』だったというのではなく、『もし協議会がご不満なら謝る』ということだ」「データ元に経緯を評して引用」（原文ママ）したと述べている。しかし、PETボトルリサイクル推進協議会の年次報告書には「指定法人での引き取り量と再商品化量の推移」と明確に記載されており、武田の「リサイクルされているPETボトルの量のデータが当時も今も公表されていない」との主張は事実に反する。武田はリサイクル量を計算する際に「（リサイクルによってできた）繊維はクズみたいなものだから」はずすなど、リサイクル量を少なくしたと指摘されている。

割箸
- 森林ジャーナリストとして著作があり国産割箸の活用を主張する田中淳夫は批判していたが、現在は割り箸は端材から作られているとの認識が確定し、割り箸罪悪論はほぼ消失している。

古紙
- 著書『環ウソ』に、「古紙価格平均値の推移」として掲載したグラフの出典を「古紙問題市民行動ネットワーク」とした。これに対し同団体は、「グラフは同団体が作成したものではない」「虚偽データがあたかも当団体のものであるかのように掲載されている」と公開抗議文を提出した。同団体は謝罪と著書の回収を求めた。

### 有害化学物質問題
- ダイオキシンについて急性毒性と慢性毒性をすり替えている。動物実験では発癌性が認められているが、ヒトに関する発癌性や胎児への影響については研究途上であり不明な点が多く、安全とも危険とも断定しがたい。さらに議論がデータではなく憶測に基づいていることが遠山千春（東京大学教授）に批判されている[76][リンク切れ]。
- セブンイレブン・ジャパンが店舗で販売期限切れとなった食品由来の飼料を使って生産した鶏卵の活用を開始したことに対し[77]、武田は狂牛病が牛の肉を牛に与えたことが原因となった事実[78]に基づき同様の可能性の危険性を指摘した[79]。

### 福島原発事故
武田は2015年、ブログに、自身の計算を根拠に「あと3年・・・日本に住めなくなる日」という記事を投稿しているが、これについて渡辺康平須賀川市議員は『武田氏の言う「日本が住めなくなる日」はいつ訪れるのでしょうか。また最近、武田氏は保守系の評論家として様々な言論活動を行われていますが、こうした過去の言論を知ると、果たして本当に信用に足りえる人物なのか私は疑問を持ちます』とあくまでも個人的な持論をもって疑念を呈している。なお、2021年10月現在も武田は日本に居住している。
2011年7月11日、自身が牛乳に関して独自に調査した末に「どうも危険なようです」と警鐘を鳴らす内容を発表した。福島県や茨城県、千葉県の牛乳が大量に西日本に送られ、そこで「汚染された」ものと「きれいな」ものを混ぜて、原乳に含まれる放射性物質が国の定める暫定規制値を下回るように「細工」しているとの情報がある、と主張している。主張内容の中では「牛乳」とあるが、暫定規制値を話題にしていることから見て、加工前の「原乳」を指していると見られる。しかしながら、どのような調査を実施し、どこで「汚染牛乳を混ぜている」という確証を得たのかといった具体的な情報はなく、原乳の生産者団体である中央酪農会議は「汚染された牛乳とは『暫定規制値を超えたもの』だと理解しましたが、これは市場には出回りません」「震災にともなって、大量の原乳が西日本に運ばれたという報告は、これまで入っておりません」と同会議の担当者は疑問を呈した。
2011年9月4日放送の「たかじんのそこまで言って委員会」であった。子どもからの質問に答える形で、東北の野菜や牛肉について「できるだけ捨ててもらいたい」などと主張した。 出演者の中からは、厳しい口調で「言い方がおかしい。取り消すべき」との反論も出たが、武田は「取り消しません」と応じなかった。例として岩手県一関市の名前に触れながら、「（子どもが食べれば）健康を壊します」などと繰り返した。一関市の勝部修市長は9月6日、「首長として強く抗議します」とするメールを武田教授に送った。「農家の感情を逆なでする非常識な発言である」とのコメントも発表した。

### ゴゴスマ -GO GO!Smile!-でのヘイト発言
2019年8月27日ＣＢＣテレビの生放送の情報番組「ゴゴスマ -GO GO!Smile!-」の日韓関係の特集コーナーにて韓国で日本人女性が韓国人男性に髪をつかまれるなどした映像が拡散したことを受け、「路上で日本人の女性観光客を襲うなんていうのは、世界で韓国しかありませんよ」「日本男子も韓国女性が入ってきたら暴行しないといかん」などと発言。共演者から「それは言いすぎ」などといさめられた。３０日は司会の石井亮次アナウンサーが番組冒頭で「ヘイト（スピーチ）や犯罪の助長を容認することはできません。不快な思いをされた方々におわびいたします」と頭を下げた。
フジテレビ「ホンマでっか!?TV」で共演していた池田清彦は、「残念だけれど、武田さんは正常な思考ができなくなったのだとおもいます。晩節を汚さないためにも、引退をすすめます」とSNSに投稿した。
ジャーナリストの安田浩一は、「これはひどい発言で、批判する人がいたからさすがに「ゴゴスマ」も、生放送でもあったし、後で謝罪もしたけれど、ただ、「これは日本人男性も韓国人女性にやり返さなあかん」みたいな物言いが、在特会から発せられたわけでも世間知らずの無名ネトウヨが言ったわけでもなく、まがりなりにも大学の教員である武田が、しかもテレビに出ることのできる立場である人間が、生放送で発言したわけです。」と痛烈に批判した。

### 健康問題

#### 喫煙について
武田は、自らのブログで2011年9月6日、これまでの「先入観」を否定し、「タバコと肺がんはほぼ無関係」と主張している。年齢が上がるほど発がん率が高くなることが分かっているとして、肺がんの増加は、高齢化が主な原因との見方を示した。100年前に比べ、平均寿命が40歳ぐらいから80歳前後にまで伸びていることが大きいとしている。こうした武田の主張に対し、厚労省の生活習慣病対策室で「肺がんとタバコの関係はあり、非喫煙者に比べて肺がんにかかる危険が高いことは分かっています」、厚労省がん対策推進室でも、「一般的には、肺がんとタバコの関係は深いと言われていて、それが覆ったとは特に聞いていません」と反論している。

### その他の批判
- 武田は「批判をする書籍を出すときに、本人の肖像やメールを引用するなら、やましくないのだから、本人の了解を得なければならない。犯罪的方法で正義を唱える書籍を出しても意味はない。」、（犯罪的方法で正義を唱える書籍を出す人を）「みんなが無視する社会こそが大切である」と述べているが[PR 14]、山本弘は武田にメールの内容を本に書くと前もって説明していたと主張している[67]。

## 出演番組

### テレビ
レギュラー
- ホンマでっか!?TV（フジテレビ）「環境評論家」

※2019年途中で一時出演自粛していたが、2020年1月15日放送から復帰した。
- 武田邦彦の「ホントの話」（クローバーネットTV）隔週金曜日

不定期
- たかじんのそこまで言って委員会→そこまで言って委員会NP（読売テレビ）
- ビートたけしのTVタックル（テレビ朝日）
- BAZOOKA!!!(BSスカパー!) 2015年1月26日 -

過去
- 博士も知らないニッポンのウラ（ミランカ） 2007年6月1日、8月15日
- さんま・福澤のホンマでっか!?ニュース（フジテレビ） 2007年9月21日 - 2009年12月30日
- R30（TBS） 2008年4月25日
- 博士の異常な鼎談（TOKYO MX、テレビ神奈川） 2010年1月28日、2月4日
- たけしのニッポンのミカタ!（テレビ東京） 2010年8月27日
- たかじんNOマネー〜人生は金時なり〜（テレビ大阪）2011年6月25日 - 2014年5月17日
- 情熱大陸（MBSテレビ） 2011年7月24日
- 激論!コロシアム 〜これでいいのか?ニッポン〜（テレビ愛知）
- ドデスカ!（名古屋テレビ）2013年1月 - 2015年3月
- 東海テレビスーパーニュース（東海テレビ）
- みんなのニュース ONE（東海テレビ）
- ゴゴスマ -GO GO!Smile!-（CBCテレビ）
- 現代のコペルニクス（DHCシアター）
- ニュース女子（DHCテレビ）
- 真相深入り!虎ノ門ニュース（DHCテレビ）2015年4月6日 - 2021年11月26日（月曜日→金曜日→隔週金曜日）

## 著書

### 単著
- 『分離のしくみ―最新の分離』共立出版、1988年。
- 『リサイクル幻想』文春新書、2000年。
- 『「リサイクル」汚染列島―「環境」にも「身体」にも悪いリサイクル社会の危険性とは』青春出版社、2000年。
- 『環境にやさしい生活をするために「リサイクル」してはいけない』青春出版社・プレイブックス、2000年。
- 『日本社会を不幸にするエコロジー幻想―「環境にやさしい」が環境を破壊する』青春出版社、2001年。
- 『二つの環境―いのちは続いている』大日本図書、2002年。
- 『何を「食」べれば安全か！』青春出版社、2004年。
- 『国債は買ってはいけない！』東洋経済新報社、2007年。
- 『環境問題はなぜウソがまかり通るのか』1-3（洋泉社』2007年8月。
- 『間違いだらけのエコ生活 「地球にやさしい」は本当か?』主婦と生活社、2008年。
- 『日本人はなぜ環境問題にだまされるのか』PHP新書 2008。
- 『環境問題が日本を滅ぼす』辰巳出版、2008年。
- 『食糧がなくなる!本当に危ない環境問題 地球温暖化よりもっと深刻な現実』朝日新聞出版、2008年。
- 『誰も触れない「環境問題」のウソ』ダイアプレス、2008年。
- 『バイオ燃料で、パンが消える 食べ物を暖炉にくべる時代が幕を開ける』PHP研究所、2008年。
- 『偽善エコロジー―「環境生活」が地球を破壊する』幻冬舎新書、2008年。
- 『バイオ燃料で、パンが消える』PHP Paperbacks、2008年。
- 『高分子材料の劣化解析と信頼設計』エヌ・ティー・エス、2008年。
- 『偽善エネルギー』幻冬舎新書、2009年。
- 『大麻ヒステリー 思考停止になる日本人』光文社新書、2009年。
- 『その「エコ常識」が環境を破壊する』青春新書インテリジェンス、2009年。
- 『暴走する「偽」環境ビジネス』ベスト新書、2009年。
- 『「CO2・25%削減」で日本人の年収は半減する』産経新聞出版、2010年。
- 『誰も知らない「危ない日本」 大きな声では言えない７つの問題』大和書房、2010年。
- 『原発と、危ない日本4つの問題』大和書房 だいわ文庫、2011年。
- 『「身近な科学」50のウソ』PHP研究所、2011年。
- 『ウソだらけ間違いだらけの環境問題』新講社、2010年。
- 『「エコ」社会が日本をダメにする 真面目な人がバカをみる、あやしい「環境運動」』日本文芸社、2010年。
- 『温暖化謀略論 米中同時没落と日本の繁栄』ビジネス社、2010年。
- 『君が地球を守る必要はありません』河出書房新社 14歳の世渡り術、2010年。
- 『2015年放射能クライシス』小学館、2011年。
- 『武田邦彦が教える子どもの放射能汚染はこうして減らせる 子どもを守る30の知恵』竹書房、2011年。
- 『子どもを放射能汚染から守りぬく方法』主婦と生活社、2011年。
- 『原発事故残留汚染の危険性 われわれの健康は守られるのか』朝日新聞出版、2011年。
- 『生物多様性のウソ』小学館101新書、2011年。
- 『全国原発危険地帯マップ 全54基、周辺地域の危険度を風向きとともに解析!』日本文芸社、2011年。
- 『武田邦彦がズバリ答える!いますぐすべき放射能対策』宝島社 別冊宝島、2011年。
- 『放射能列島日本でこれから起きること 誰も気づかない環境被害の真実』朝日新書、2011年。
- 『放射能と生きる』幻冬舎新書、2011年。
- 『「身近な科学」50のウソ もうだまされない! 原発、エネルギー、環境、健康知識のホント』PHP文庫、2011年。
- 『エネルギーと原発のウソをすべて話そう』産経新聞出版、2011年。
- 『原発大崩壊！ 第２のフクシマは日本中にある』ベスト新書、2011年。
- 『早死にしたくなければ、タバコはやめないほうがいい』竹書房、2012年。 のち新書）
- 『武田邦彦の本当は教えたくないアガらず話す方法』遊タイム出版、2012年。ISBN 9784860103187。
- 『武田邦彦が教える 子どもの放射能汚染はこうして減らせる!２ 親子で一緒に実践編』竹書房、2012年。
- 『反被曝宣言』双葉社、2012年。
- 『放射能と原発のこれから 武田先生、どうしたらいいの?』ベストセラーズ、2012年。
- 『逆説! エコの常識 一般の常識とは真逆ですが･･･、実はこれこそ正しい!』アスコム、2012年。
- 『原発事故とこの国の教育』ななみ書房、2013年。ISBN 978-4903355344。
- 『「正しい」とは何か?: 武田教授の眠れない講義』小学館、2013年。ISBN 978-4093882859。
- 『新聞・テレビは「データ」でウソをつく 政府とメディアのデータ・トリックを見破る方法』日本文芸社、2013年。ISBN 978-4537260069。
- 『居酒屋力 議論を忘れた日本人』双葉新書、2014年。
- 『NHKが日本をダメにした もはや情報源としての信頼を失った「公共放送」の実態』詩想社、2014年。
- 『政府・マスコミは「言葉の魔術」でウソをつく 国民を騙す錯覚フレーズの正体』日本文芸社、2014年。
- 『日本人の9割が思い違いをしている問題にあえて白黒つけてみた 国際社会 日本経済 健康問題 人間社会 男女問題 環境問題』ぶんか社、2014年。
- 『気楽に愉しむ漱石入門『吾輩は猫である』』文芸社、2015年。
- 『誤魔化されている5つの真実 図解版武田邦彦の熱血講義』日本文芸社、2015年。
- 『ナポレオンと東條英機 理系博士が整理する真・近現代史』ベストセラーズ、2016年。
- 『原発と日本の核武装』詩想社、2016年。
- 『気楽に愉しむ漱石入門『三四郎』』文芸社、2016年。
- 『給料を2倍にするための真・経済入門』ベストセラーズ、2017年。
- 『武田邦彦の科学的人生論 武田先生、ホンマでっか！？』飯塚書店、2017年。
- 『他人に踊らされたくないのなら、疑う力を鍛えなさい』ぶんか社、2017年。
- 『学者が解く「老人のウソ」』産經新聞出版 日本工業新聞社、2018年。
- 『今、心配されている環境問題は、実は心配いらないという本当の話』山と渓谷社、2018年。
- 『50歳から元気になる生き方　70代の今がいちばん健康な科学者が実践！』マガジンハウス、2019年。
- 『武器としての理系思考 フェイクニュースを見破る』ビジネス社、2021年。
- 『情報の悪意 科学ファクトを潰す者たち』徳間書店、2021年。
- 『これからの日本に必要な「絡合力」』ビオ・マガジン、2022年。
- 『「新型コロナ」「EV・脱炭素」「SDGs」の大ウソ 武器としての理系思考2;ブキトシテノリケイシコウツー』ビジネス社、2022年。
- 『かけがえのない国』エムディエヌコーポレーション、2023年。
- 『歴史の大ウソを打破する日本文明の真実』ビジネス社、2024年。
- 『我が人生　武田邦彦自伝』青林堂、2024年。

### 共著・監修・対談
- 『これで日本は大丈夫！ どうする経済・エネルギー・皇室伝統……』松田学との共著（方丈社、2022年）
- 『先入観はウソをつく 常識や定説を疑い柔軟な発想を生む方法』マツコ・デラックスとの対談（SBクリエイティブ、2017年、ISBN 978-4797389180）
- 『つくられた「環境問題」 NHKの環境報道に騙されるな!』日下公人との共著（ワック、2009年、ISBN 9784898316030）
- 『「地球温暖化」論で日本人が殺される!』丸山茂徳との共著（講談社、2008年、ISBN 9784062150361）[88]
- 『暴走する「地球温暖化」論―洗脳・煽動・歪曲の数々』共著 （文藝春秋、2007年）
- 『難燃性高分子材料の高性能化技術』（シーエムシー出版、2004年）
- 『非臭素系難燃材料データブック』監修（新エネルギー・産業技術総合開発機構、2003年）
- 『ノンハロゲン系難燃材料による難燃化技術』 （エヌ・ティー・エス、2000年）
- 『エンジニアのためのプラスチック材料工学』（共立出版、1999年）
- 『カシコい奥さんのための環境にやさしい商品 買っていいもの悪いもの―食べるものから、住まい、生活用品までを総チェック』監修 （青春出版社、1999年）
- 『分離科学ハンドブック』（共立出版、1993年）

## その他

### CM
- 葬儀会館ティア（CMキャラクター）[89]、2012 - 2013年
- 未来循環 出張買取 カチプラス[90]

### 評議員
- 原子力委員会 研究開発専門部会 専門委員[91] 2008 - 2009年
- 原子力安全委員会
- 文部科学省中央教育審議会
- 文部科学省科学技術・学術審議会[92]
- 高知工科大学客員教授
- 多摩美術大学非常勤講師
- 上智大学非常勤講師
- 名古屋市経営アドバイザー 2009年
- 富山市政策参与[93][94] 2012 - 2014年
- 日本工学教育協会特別教育士
- シニアー創造学院客員教授
- 青森県鰺ヶ沢町顧問
- 沖縄県うるま市アドバイザー

### 経営者
- 日本ラッド・元取締役[95][96]
- 株式会社ユーテック顧問[95]